# Edvinas Eimontas
Edvinas Eimontas (* 13. April 1976 in Kėdainiai) ist ein litauischer Sportmanager und Fußballfunktionär.

## Leben
Nach dem Abitur an der Mittelschule absolvierte Edvinas Eimontas das Bachelor- und 2000 Masterstudium der Wirtschaft an der Technischen Universität in Kaunas. Danach arbeitete er bis 2001 bei Ūkio bankas. Von 2001 bis 2011 leitete Eimontas die Projektabteilung im Litauischen Fußballverband. Von 2010 bis 2011 absolvierte er die CFM-Kurse (Certificate Football Management), von 2011 bis 2012 DFM-Kurse (Diploma Football Management) und von 2012 bis 2014 MESGO-Kurse (The Executive Master in European Sport Governance). Von 2012 bis 2016 war er Generalsekretär, von 2013 bis 2016 Vizepräsident und seit Januar 2016 ist er Präsident bei der Lietuvos futbolo federacija.
Eimontas lehrt als Lektor Sportmanagement im Studiengang Sportindustrie an der Litauischen Sportuniversität in Kaunas und am Institut für kreative Gesellschaft und Wirtschaft der Kazimieras-Simonavičius-Universität in Vilnius.